# Etna (ciudad)

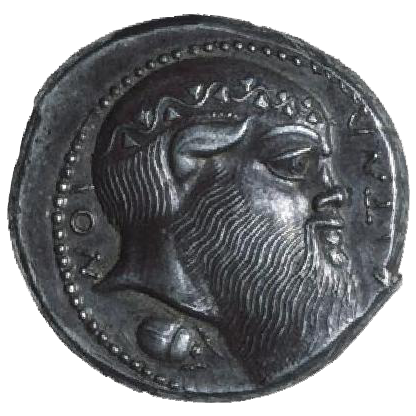
Tetradracma: Sileno -

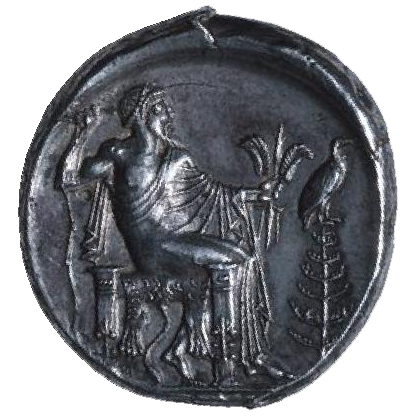
Zeus

Etna es el nombre de dos antiguas ciudades de Sicilia. Una de ellas es identificable con la colonia griega de Catana. La segunda, según Estrabón, estaba situada a 80 estadios de Catana y es el objeto de este artículo.
Esta segunda Etna antiguamente estaba poblada por los sículos, y se llamaba Inesa. Pertenecía al tirano Hierón I pero, a su muerte, la colonia de Catana, establecida por él, fue atacada y los colonos se establecieron en Inesa y le dieron el nombre de Etna.
Fue ocupada por los siracusanos que establecieron allí una guarnición. Atacada por los atenienses el 426 a. C. fueron rechazados. Durante la gran expedición ateniense, Etna e Hibla permanecieron leales a Siracusa y fueron asoladas por los atenienses.
Los opositores al tirano Dionisio I se refugiaron en Etna, que fue ocupada por el mencionado Dionisio el 403 a. C. que estableció allí un cuerpo de mercenarios de Campania que antes había establecido en Catana. Perteneció a los Dionisios después de las defecciones de sus aliados durante la invasión cartaginesa de 396 a. C. y aún les pertenecía el 339 a. C. cuando fue tomada por Timoleón y los mercenarios fueron masacrados.
No se vuelve a hablar de ella hasta la época de Cicerón, quien la menciona como una ciudad importante.